# Антилопа Гарна
Га́рна — одна з небагатьох антилоп, самці та самки яких мають різне забарвлення, тобто в них виражений статевий диморфізм. Голови самців гарни прикрашають довгі спірально закручені (штопороподібні) роги — бажаний трофей мисливців. На жаль, чисельність виду внаслідок промислу сильно скоротилася.

## Опис
Довжина: 100–150 см. Висота в холці: 60-85 см. Маса: 25-45 кг. Голова: великі очі й вуха. У антилопи гарни добрі зір, нюх і слух, тому вона відразу ж виявляє ворога.
- Самець: до трирічного віку шерсть на верхньому боці тіла самця стає чорно-бурою або чорною. Темна шерсть покриває спину, шию, голову і зовнішній бік кінцівок. Шерсть навколо очей, підборіддя, черева і грудей має білий колір. Штопороподібні роги сягають у довжину 70 см.
- Самка: спина, голова і боки в неї жовтувато-коричневі, роги відсутні. Білий малюнок на нижньому боці тіла такий же самий, як і в самця. Навколо очей є білі плями.
- Дитинча: кольорова гама така сама, як у самки.

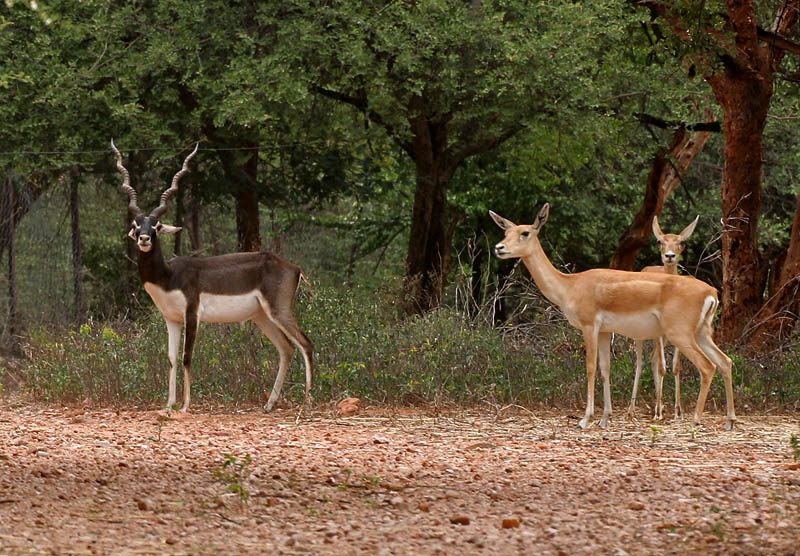

## Розмноження
Сезон розмноження гарни не є пов'язаним з якою-небудь однією порою року, одначе було встановлено, що тварини найактивніші у березні-квітні та з серпня по жовтень. Нерідко гарни народжують два рази на рік. Самець зустрічає самку на своїй території та наближається до неї, високо піднявши носа й закинувши на спину роги. Якщо самка налаштована стосовно нього доброзичливо, вона, пританцьовуючи, починає бігати по колу. Поступово радіус описуваних кіл зменшується, і до самиці приєднується самець. Шлюбний танець завершується паруванням. Для пологів самка вибирає відокремлене місце, розташоване далеко від стада. Зазвичай, у гарни народжується одне дитинча. Перші дні мати піклується про нього — чистить його шерсть і вигодовує молоком. Дитинча гарни швидко росте, з дня на день його рухи стають дедалі впевненішими. У тижневому віці маля знайомиться з однолітками та навіть заводить з деякими із них «дружбу». Пари дитинчат разом граються, відпочивають і найчастіше ходять під однією самкою. Дружба малят триває лише місяць, оскільки після закінчення цього часу вони приєднуються до череди.

## Спосіб життя

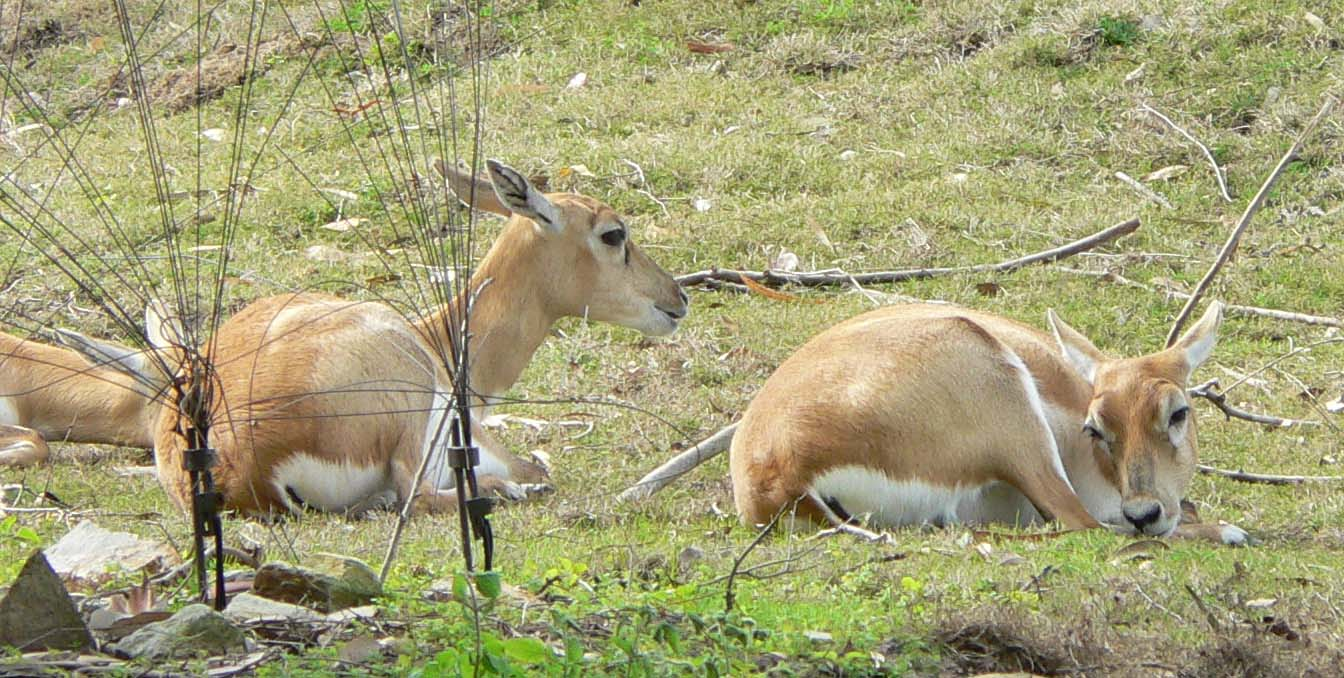
Самки

Гарна живе на рівнинах і в напівпустелях півострова Індостан, а також в горбкуватій місцевості з низькою трав'янистою рослинністю.
Стада гарн, які складаються з 5-6 тварин, годуються на пасовищах рано-вранці та ввечері. І хоча антилопи звичні до тропічної спеки, найжаркіші полудневі години вони проводять у затінку.
Самці живуть у власних територіях, які вони особливо ревно охороняють у шлюбний період. Самці мітять кордони володінь виділеннями передочних залоз та екскрементами. Спроба заволодіти частиною чужої території стає причиною бійки з її господарем.
Однак, якщо перемагає чужинець, то частина території стає його власністю. Самка гарни протягом дня переміщується по своєму власному маршрутові, який перетинає території декількох самців.
На варті стада стоїть дозорний чи частіше дозорна, що високими стрибками у повітря застерігає побратимів про небезпеку. Після такого сигналу всі гарни у стаді групуються у щільне кільце.

## Їжа
Гарни тримаються чередами, що складаються з 10-30, іноді — з 50 тварин. Вони харчуються переважно травою. Раннього ранку і ближче до вечора стадо цих антилоп вирушає випасатися. Більшу частину дня гарни жують жуйку, лежачи у затінку. Раціон гвинторогої антилопи залежить від пори року. Так, у різну пору у ньому з'являються листя, бобові рослини, квіти та плоди. Гарна також ласує корінцями, які видобуває, розкопуючи землю копитами або носом. Під час сезону дощів, котрий у мусонному кліматі триває з липня по жовтень, земля в Індії покривається килимом із трав. Ближче до кінця зими трави дедалі меншає, тому антилопам доводиться шукати додаткові джерела їжі: вони їдять квіти, які щойно розцвіли, та їхні опалі пелюстки. У березні ріст рослин знову посилюється, і тоді гарни об'їдають молоді листки чагарників, збирають плоди й ласують соковитою зеленою травою.

## Цікаві факти
- Одні індуси шанують гарну як священну тварину, інші вважають, що вона приносить нещастя.
- В Індії колись влаштовувалися поєдинки самців гарн. Для бійців була навіть влаштована особлива лікарня, де вони могли заліковувати рани.
- Гарна — одне із найшвидших мешканців суші. Вона здатна розвивати швидкість до 72 км/год. У деяких регіонах Індії для полювання на гарн використовуються спеціально навчені одомашнені гепарди.
- У гарн сильно розвинені передочні залози. їхнім секретом самці мітять територію й самок.
- Гарни ласують певними плодами, інколи це коштує їм життя — хитрі мисливці начиняють фрукти гострими гаками та ловлять антилоп.

## Поширення
Невеликі стада гарн зустрічаються в Індії повсюдно, за винятком гірських і вологих районів, як-от болота і болотисті ліси у дельті Гангу.

## Збереження
Колись на індійських рівнинах жило майже 4 мільйони гарн. На сьогодні популяція нараховує близько 10 000 особин. Чисельність тварин скорочується у зв'язку з промислом і руйнацією довкілля, де вони проживають.